# Nicoletta Verna
Nicoletta Verna (Forlì, 24 dicembre 1976) è una scrittrice italiana.

## Biografia
Nata a Forlì nel 1976, vive a Firenze e lavora nell'editoria.
Dopo la laurea in scienze della comunicazione ha pubblicato dei saggi sulla storia della radio prima di esordire nella narrativa nel 2021 con il romanzo Il valore affettivo, menzione speciale al Premio Calvino.
A distanza di 3 anni ha dato alle stampe il secondo romanzo, I giorni di vetro, escluso a sorpresa dalla dozzina finale del Premio Strega, ma insignito del Premio letterario dell'Unione europea.

## Opere

### Romanzi
- Il valore affettivo, Torino, Einaudi, 2021 ISBN 978-88-06-24868-0.
- I giorni di vetro, Torino, Einaudi, 2024 ISBN 978-88-06-26136-8.

### Saggi
- Le onde del futuro: presente e tendenze della radio in Italia con Giovanni Cordoni e Peppino Ortoleva, Milano, Costa & Nolan, 2006 ISBN 88-7437-034-2.
- Radio FM 1976-2006: trent'anni di libertà d'antennacon Giovanni Cordoni e Peppino Ortoleva, Argelato, Minerva, 2006 ISBN 88-7381-156-6.

## Premi e riconoscimenti

### Vincitrice
Premio Italo Calvino
- 2020 "Menzione della Giuria" con Il valore affettivo[8]

Premio Letterario Chianti
- 2025 con I giorni di vetro[9]

Premio letterario dell'Unione europea
- 2025 con I giorni di vetro[10]